# 齊康公
齊康公（？—前379年），姜姓，名貸。最後一任姜齊國君，在位時沉湎於酒色，以田完的後代田和為相，後田氏代齊。
周威烈王廿三年（前404年），三晉趙氏、魏氏、韩氏伐齊至長城，俘虜齊康公，朝見周天子，請求冊封為諸侯。
周安王十一年（前391年），齊康公被田和放逐於臨海的海島上，“食一城，以奉其先祀”，後來唯一的食邑也被收回，康公只好在鈄坡上挖洞為灶；而田和自立為齊君，是為田齊太公。
周安王十六年（前386年），周天子任命田和为诸侯。
周安王二十三年（前379年），齊康公死，姜齐的祭祀断绝。
現今山東省煙台芝罘島老爺頂有康公墓。